# Leytron

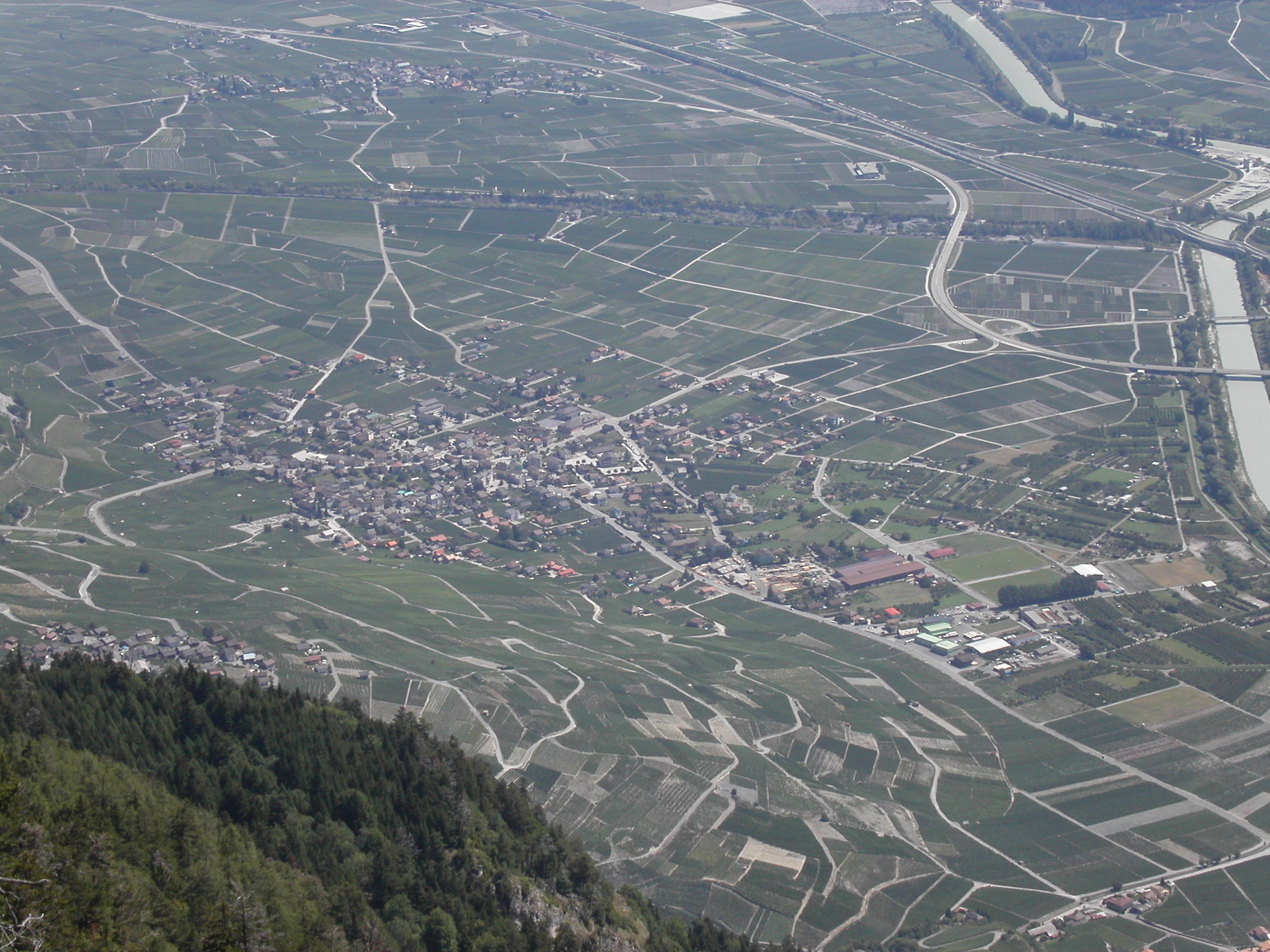
Leytron

Leytron ist eine politische Gemeinde und eine Burgergemeinde des Bezirks Martigny im französischsprachigen Teil des Kantons Wallis in der Schweiz.
Zur Gemeinde gehört der Ferienort Ovronnaz, der wegen seines Wintersportgebiets und seiner Thermalbäder bekannt ist.

## Geografie
Leytron liegt auf der Nordseite des Rhonetals auf halbem Weg zwischen Sitten und Martigny. Das Dorf Leytron liegt am Fusse des felsigen Hügels Ardève zwischen den Bergbächen La Losentse und Salentse.
Die Gemeinde besteht aus dem Hauptort Leytron, dem Ferienort Ovronnaz sowie den Weilern Produit, Montagnon, Les Places und Dugny. Andere ehemalige Weiler und Meiensässe wie Morthey, Chevalley oder Lui Teise sind heute Teil von Ovronnaz. Die Nachbargemeinden von Leytron sind im Norden und Osten Chamoson, im Südsüdosten Riddes, im Süden Saillon, im Westsüdwesten und Nordwesten Fully, im Nordwesten eine Exklave von Saillon und im Nordnordwesten Bex VD.

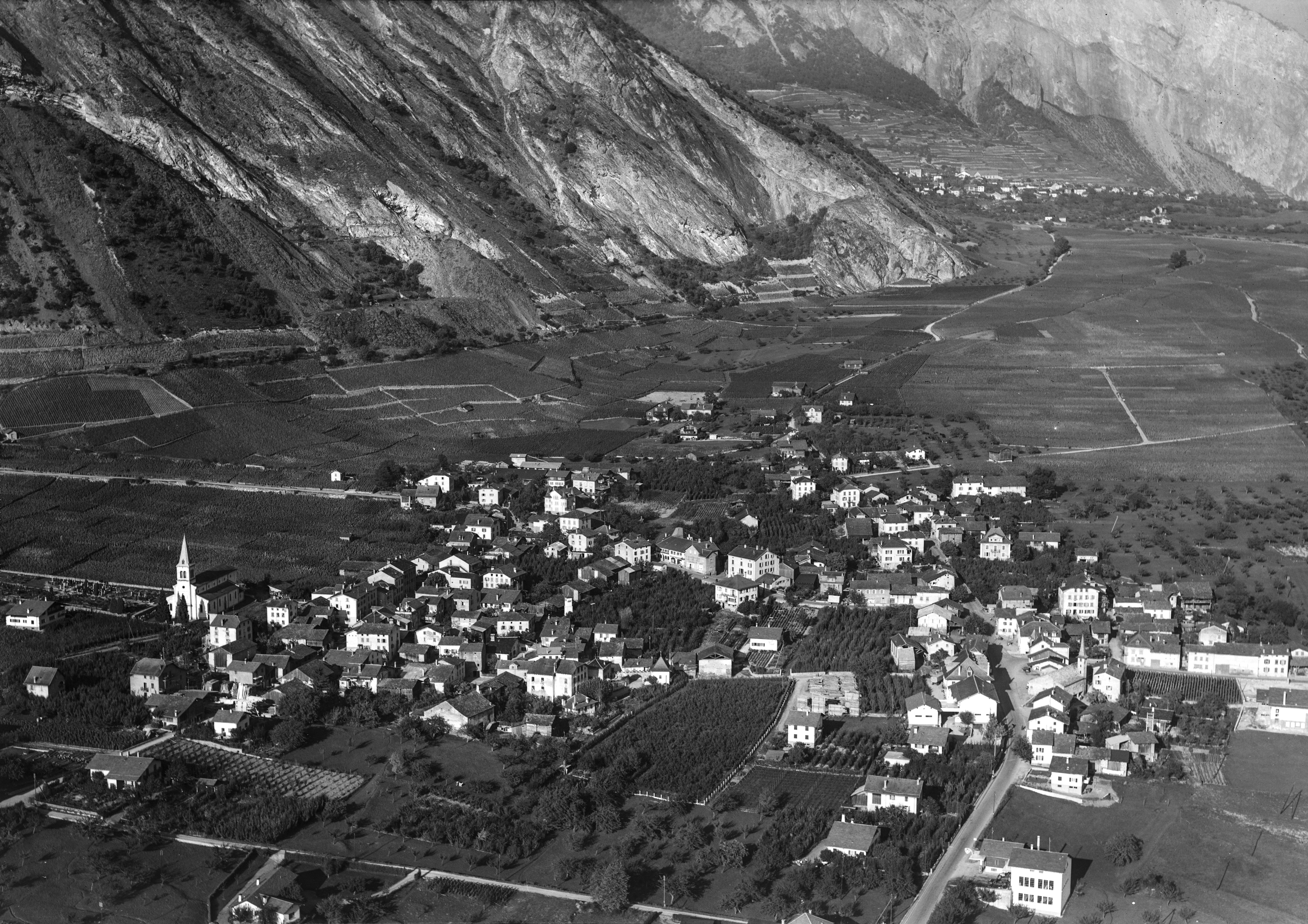
Luftbild (1955)

## Geschichte
Grabfunde aus der Latènezeit belegen eine frühe Besiedlung des Gemeindegebiets von Leytron. Ab dem Mittelalter gehörte der Ort zur Kastlanei Saillon. Von 1130 bis 1475 befand sich der Ort im Besitz des Hauses Savoyen. Von 1475 bis 1798 war Leytron Teil des Oberwallis, wurde aber immer von Saillon aus verwaltet. 1820 folgte die Trennung von Saillon.
Leytron wurde in seiner Geschichte immer wieder von Naturkatastrophen heimgesucht. So kam es mehrmals durch Überschwemmungen durch die Rhone, die Salentse und die Losentse zu schaden. 1570 wurde das Dorf durch einen Bergrutsch am Ardève stark beschädigt.
1914 wurde in Ovronnaz das erste Hotel gebaut. Nach dem Zweiten Weltkrieg entstanden die ersten Skilifte und Ovronnaz entwickelte sich ab den 1960er Jahren vom Maiensäss zum Ferienort.

## Bevölkerung
| Bevölkerungsentwicklung | Bevölkerungsentwicklung | Bevölkerungsentwicklung | Bevölkerungsentwicklung | Bevölkerungsentwicklung | Bevölkerungsentwicklung | Bevölkerungsentwicklung | Bevölkerungsentwicklung | Bevölkerungsentwicklung | Bevölkerungsentwicklung | Bevölkerungsentwicklung | Bevölkerungsentwicklung |
| ----------------------- | ----------------------- | ----------------------- | ----------------------- | ----------------------- | ----------------------- | ----------------------- | ----------------------- | ----------------------- | ----------------------- | ----------------------- | ----------------------- |
| Jahr                    | 1798                    | 1850                    | 1900                    | 1950                    | 2000                    | 2010                    | 2012                    | 2014                    | 2016                    | 2018                    | 2020                    |
| Einwohner               | 421                     | 615                     | 1073                    | 1697                    | 2128                    | 2703                    | 2853                    | 3002                    | 3135                    | 3205                    | 3230                    |

Die Bevölkerungszahl von Leytron hat insbesondere zwischen 2000 und 2010 stark zugenommen und wächst weiterhin kontinuierlich an. Der Grossteil der Bevölkerung lebt im Hauptort Leytron oder in Ovronnaz.
| Bevölkerungszahl pro Ort (31.12.2020) | Bevölkerungszahl pro Ort (31.12.2020) |
| ------------------------------------- | ------------------------------------- |
| Leytron                               | 2122                                  |
| Ovronnaz                              | 738                                   |
| Dugny                                 | 180                                   |
| Produit                               | 127                                   |
| Montagnon                             | 64                                    |
| Les Places                            | 19                                    |

## Politik
Die Exekutive von Leytron, der Conseil communal, besteht aus sieben Mitgliedern. Die parteipolitische Zusammensetzung für die Legislaturperiode 2021–2024 ist folgendermassen: FDP 4, AE (Avenir Ensemble) 3. Gemeindepräsident ist Joseph Ramuz (FDP).
Bei den Schweizer Parlamentswahlen 2019 betrugen die Wähleranteile in der Gemeinde Leytron: CVP 30,9 %, FDP 29,8 %, SVP 14,6 %, SP 11,1 %, Grüne 9,5 %.

## Weinbau
Mit einer Anbaufläche von fast 250 Hektaren ist Leytron eine der grössten Weinbaugemeinden des Kantons Wallis. Die häufigsten Rebsorten sind Pinot Noir, Gamay und Chasselas (im Wallis Fendant genannt). Die Spezialitäten des Weinanbaus in Leytron sind insbesondere die Sorten Humagne Rouge und Humagne Blanc. Leytron nennt sich deshalb auch Village de l'Humagne. In Leytron haben vier Rebsorten das Qualitätslabel Grand Cru AOC Wallis. Es sind dies Fendant, Humagne Blanc, Humagne Rouge und Cornalin.
2021 wurde in Leytron eine nationale Versuchsstation für Weinbau und Önologie eröffnet. Diese wird vom Kompetenzzentrum des Bundes für landwirtschaftliche Forschung Agroscope, dem Kanton Wallis, der Walliser Weinproduzentenvereinigung Vitival und der landwirtschaftlichen Beratungszentrale AGRIDEA betrieben.

## Tourismus
Neben dem Weinbau ist der Tourismus der wichtigste Wirtschaftszweig der Gemeinde. Ovronnaz ist ein Kurort mit einem Thermalbad und ein kleiner Wintersportort mit 3 Sesselliften, 5 Skiliften, Langlaufloipen sowie Schneeschuhwegen. Im Sommer bietet das gesamte Gemeindegebiet Wander- und Mountainbikewege in den Rebbergen und im hochalpinen Bereich an. Für Wanderer interessant ist die Passerelle à Farinet, eine Hängebrücke über die Salentse, die Leytron am Hang über dem Rhonetal mit dem Nachbarort Saillon verbindet.

## Verkehr
Die Gemeinde verfügt über keinen Bahnhof. Leytron liegt aber an der Buslinie Sion–Martigny und ist so mit diesen beiden relevanten Zentren verbunden. Zudem gibt es eine Busverbindung vom Bahnhof Riddes über Leytron, Produit, Montagnon, Les Places und Dugny nach Ovronnaz, mit der alle Orte der Gemeinde an den Öffentlichen Verkehr angeschlossen sind.
Über die Autobahneinfahrt Riddes hat Leytron eine gute Anbindung an die Autobahn A9. Leytron liegt an der Hauptstrasse 71, die von Ardon nach Martigny führt und das Dorf mit den Nachbarorten Chamoson und Saillon verbindet. Die Hauptstrasse 70 verbindet Leytron mit Ovronnaz.

## Bilder

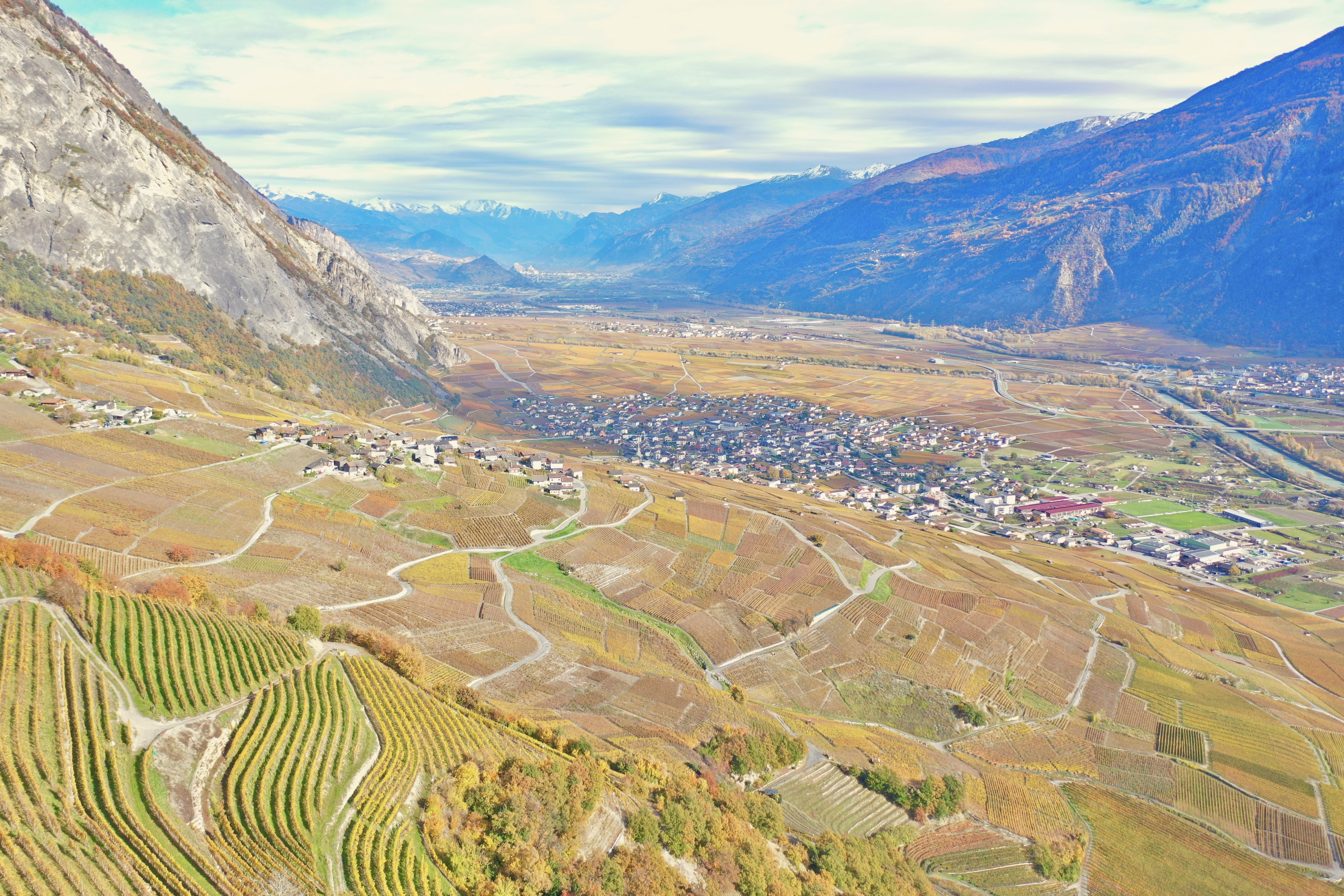
Leytron
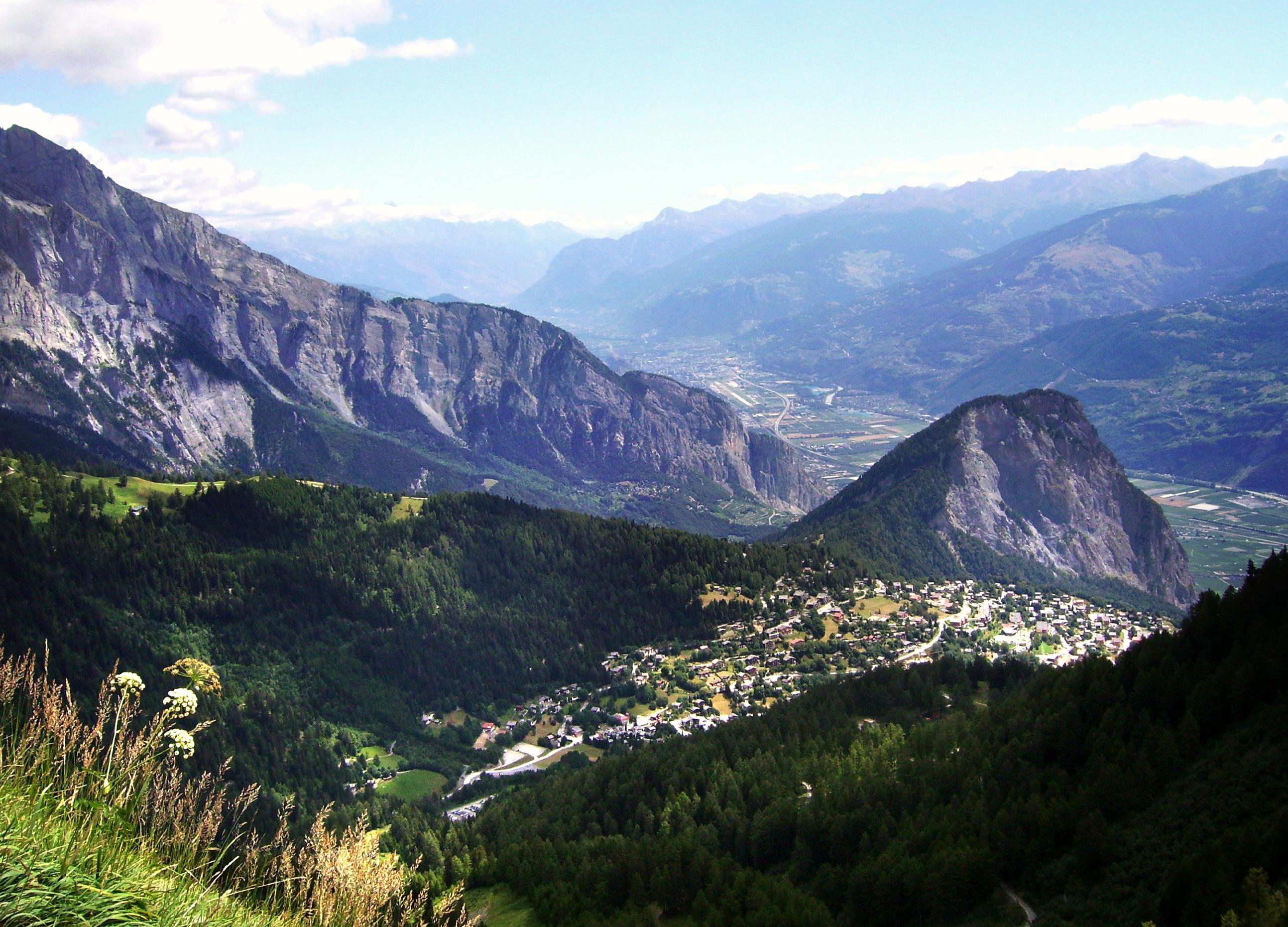
Ovronnaz
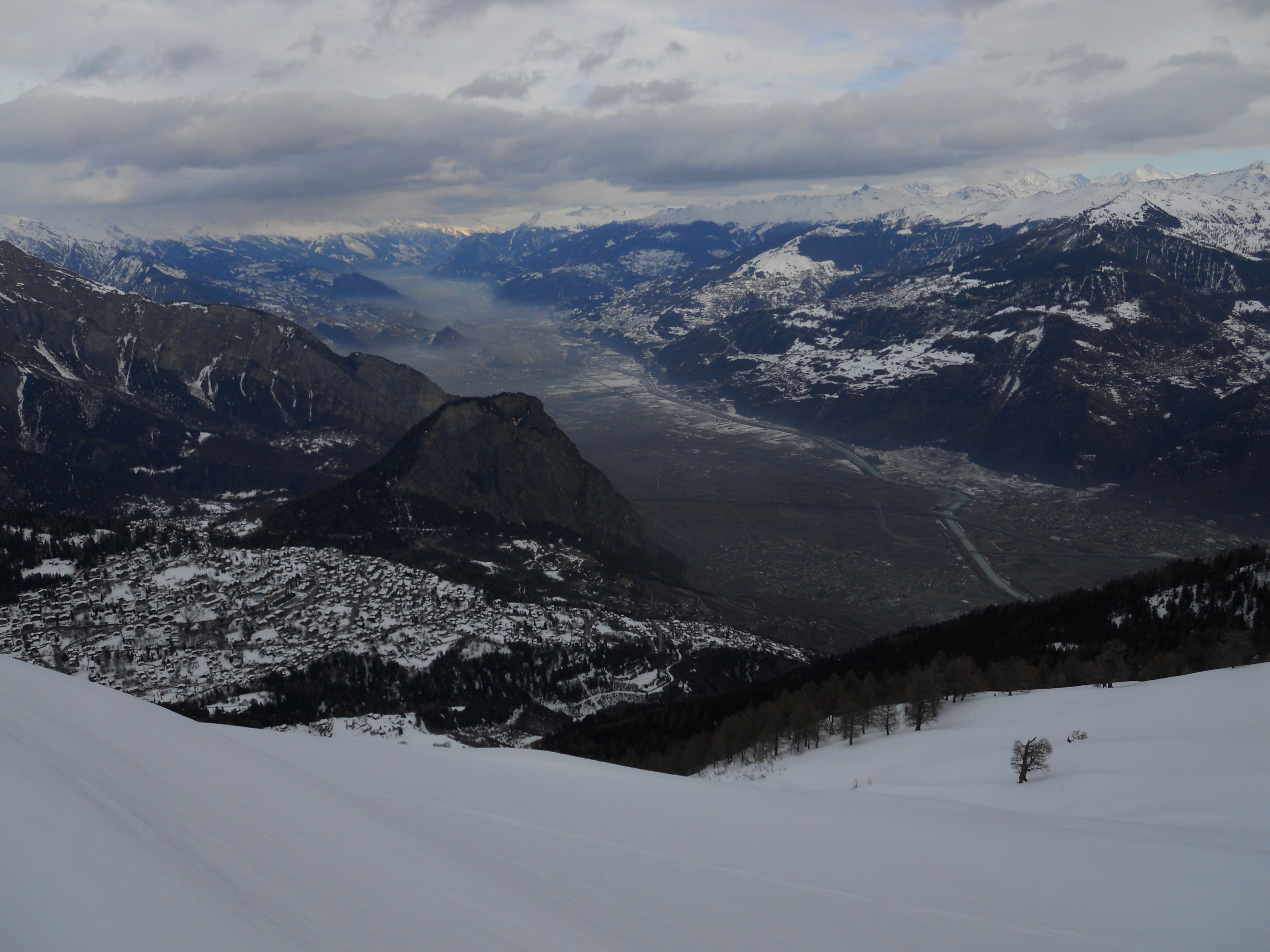
Ovronnaz im Winter
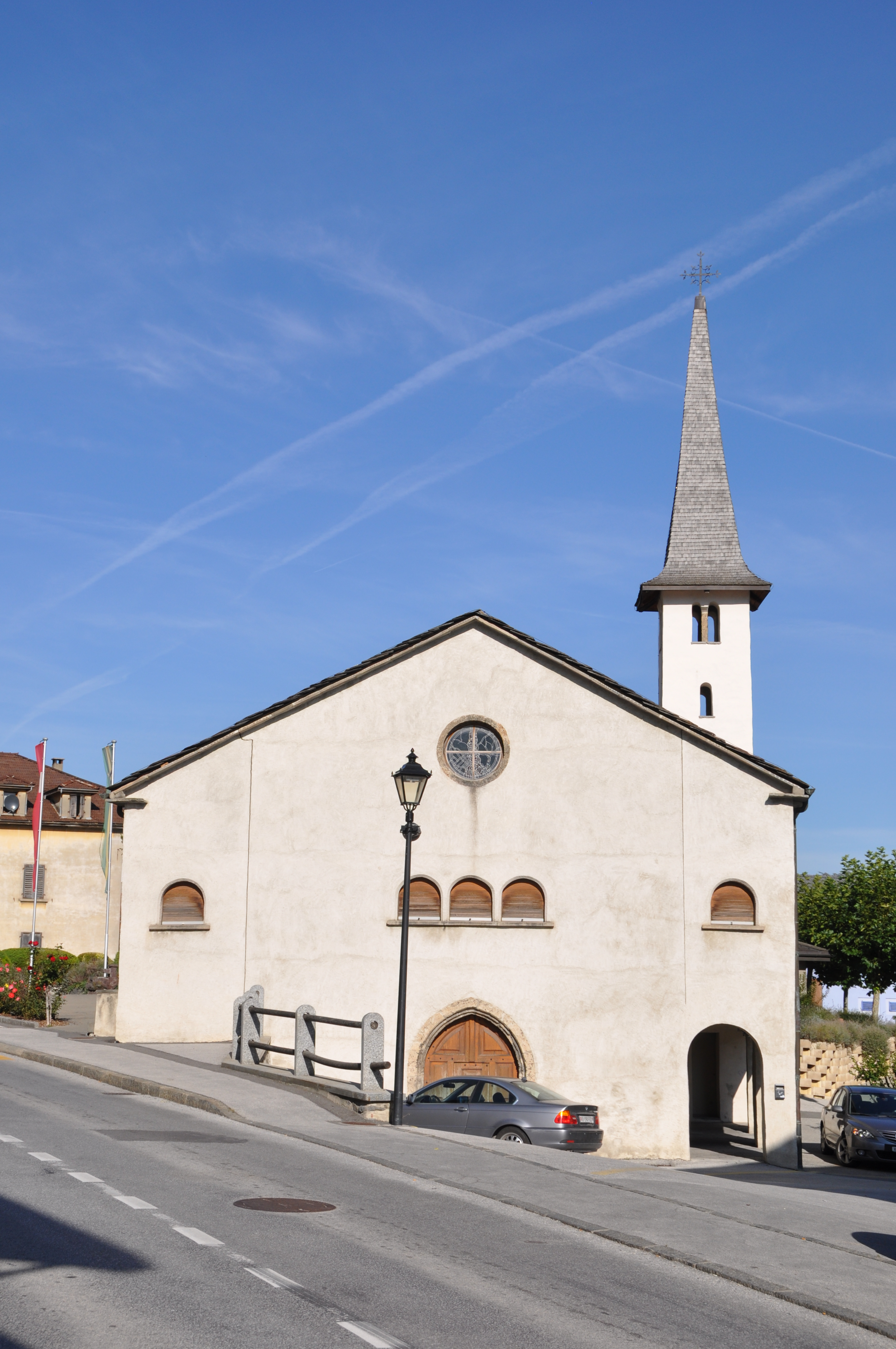
Alte Kirche von Leytron
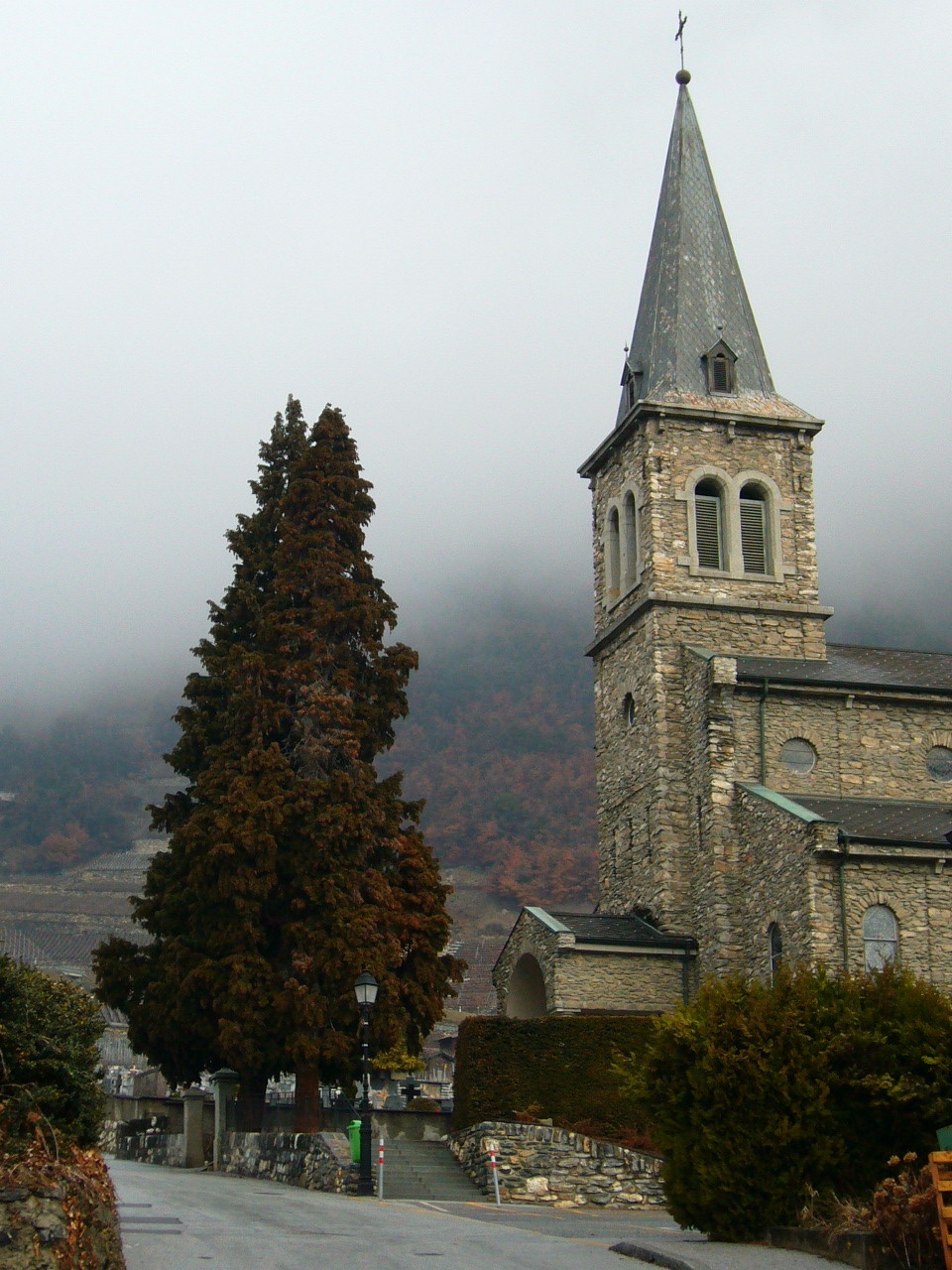
Kirche von Leytron